# Torture (The Jacksons)
Torture è una canzone del gruppo musicale statunitense The Jacksons pubblicata il 30 settembre 1984 come secondo singolo dell'album Victory. Si tratta di un duetto tra Michael e Jermaine Jackson.

## Descrizione
Il pezzo venne scritto e composto da Jackie Jackson e Kathleen Wakefield e doveva essere inizialmente un duetto tra Jackie e Michael ma una volta che Jermaine fece ritorno nel gruppo, quest'ultimo andò a sostituire Jackie.
Il testo parla di un rapporto amoroso che sta per finire e di come i sentimenti di amore diventino una 'tortura' quando una rottura si avvicina.

## Il video
La produzione del videoclip del pezzo fu fonte di varie tensioni tra i fratelli, specialmente tra i più famosi Jermaine e Michael, che alla fine li portò a non voler comparire, nonostante il brano fosse sostanzialmente un duetto tra i due. Cercando di correre ai ripari, i fratelli restanti e il regista chiesero alla produzione del video di escogitare un modo per avere il più famoso dei fratelli nel video, magari grazie a delle immagini di repertorio, ma Michael venne infine sostituito da una statua di cera presa in prestito da uno dei musei Madame Tussauds. Il video fu girato dal regista Jeff Stein usando numerosi effetti speciali, uno stile astratto e un'atmosfera tetra e inquietante, al punto che alcune scene vennero addirittura accusate in seguito di contenere dei messaggi subliminali e di trattare il tema del lavaggio del cervello e del controllo mentale per mezzo del progetto MKULTRA.
Nel video i fratelli Jackie, Tito, Marlon e Randy fuggono da varie trappole e torture finché, con un effetto realizzato in stop motion e ispirato al cortometraggio di Walt Disney Danza degli scheletri, questi si trasformano in scheletri e cominciano a ballare sulle note della canzone. Le coreografie furono curate da Paula Abdul.

## Tracce

### Versione 7"
Testi e musiche di Jackie Jackson, Kathy Wakefield.
1. Torture – 4:53
2. Torture (Instrumental Version) – 4:53

## Formazione
- Michael Jackson - voce principale, cori
- Jermaine Jackson - voce principale, cori
- Jackie Jackson - cori, arrangiamenti, arrangiamenti dei fiati
- Tito Jackson - chitarra e cori
- Randy Jackson - cori, tastiere, sintetizzatore, percussioni
- Marlon Jackson - cori

### Musicisti ospiti
- Jerry Hey - tromba, arrangiamenti dei fiati
- Michael Boddicher - tastiere, sintetizzatore, sintetizzatore dei fiati, programmazione
- David Ervin - programmazione addizionale
- Jack Wargo - assolo di chitarra
- Jeff Porcaro - batteria
- John Barnes - tastiera "Fairlight" computerizzata